# Каспийская черепаха
Каспи́йская черепаха (лат. Mauremys caspica) — вид водных черепах из семейства Азиатские пресноводные черепахи, распространённый в Передней Азии.

## Описание
Относительно мелкая пресноводная черепаха. Карапакс достигает длины до 25 см. Самки обычно крупнее самцов. В исследовании черепах из восточного Ирана масса самок была больше (в среднем 645 г), чем у самцов (в среднем 462 г). Карапакс сильно сжат в дорзо-вентральном направлении, а по хребту проходит киль. Килеватость более выражена у молодых особей, а у более взрослых сглаживается, хотя след от неё остаётся даже у старых черепах. Задний край карапакса ровный. Позвоночные щитки широкие, достигают почти той же ширины, что и рёберные. Шейный щиток среднего размера. Сверху карапакс от оливкового до коричневого. На рёберных щитках имеются желтоватые или светло-серые полосы, образующие более или менее правильный рисунок из восьмёрок. Нижняя поверхность краевых щитков жёлтая с чёрными швами, а щитки с третьего по седьмой несут по два овальных глазка или тёмных пятна. Пластрон широкий, спереди усечённый, а сзади с угловатой выемкой. У самцов он прямой или несколько выпуклый, а у самцов вогнутый. Щитки пластрона жёлтые с тёмными пятнами, при этом в более северных популяциях эти пятна темнее, имеют квадратную форму и имеют лишь тонкую жёлтую окантовку, в то время как в южных популяциях эти пятна круглые и окружены широкими полосами. Соединение между пластроном и карапаксом жёлтое с узкими тёмными линиями на швах.
Голова среднего размера, меньшего размера относительно тела, чем у других представителей рода. Глаза обычно тёмно-коричневые с светло-серыми или беловатыми отметинами. Окраска головы оливковая с рисунком из жёлтых полос по бокам. По две—три полосы проходят по сторонам морды и по четыре — по вискам, продолжаясь на шее. Передние конечности несут по пять когтей, а задние — по четыре. Пальцы окружены толстой перепонкой с зазубренным краем. Хвост у молодых черепах достигает 60–65 % длины карапакса, у взрослых самцов — около 50 %, а у взрослых самок — около 33—40 %. Кроме того, хвост самцов толще.

## Образ жизни
Каспийские черепахи любят всевозможные водоёмы: каналы, арыки, лесные реки, озера, пруды (предпочитают проточные). Встречаются до высоты 1800 м над уровнем моря. Далеко от воды не отходят. Активны днём. Питаются или греются на берегу, сидят, затаившись в кустах или траве. При малейшей опасности скрываются в воду. Ночь проводят на дне водоёма.
Питаются насекомыми, многоножками, дождевыми червями, ракообразными, головастиками, лягушками, рыбой, падалью, а также водорослями, хвощами, тростником, осокой, полынью, бобовыми, ягодами шелковицы и ежевики.
Зимуют на дне водоёмов. После зимней спячки просыпаются в марте-апреле.
Половая зрелость наступает в возрасте 10—11 лет при длине панциря 14—16 см. Спаривание начинается в мае. Самка задними лапами выкапывает в мягком грунте ямку глубиной около 8 см и шириной 13 см. За сезон самка делает 3 кладки по 8—12 яиц: в мае — начале июня, в конце июня и в конце июля. Яйца покрыты белой известковой скорлупой, имеют продолговатую форму длиной 39—44 мм и шириной около 22 мм, вес 9—10 г. Инкубационный период длится около 90 суток. Черепашки вылупляются при длине панциря 19—30 мм, обычно выходят на поверхность только на следующую весну.

## Ареал
Частично разорванные популяции распространены от центральной и юго-восточной Турции через северо-восток Сирии и восточный Ирак до восточной Саудовской Аравии, Бахрейна, Ирана, Дагестана и южного Туркменистана. На север доходит до Махачкалы.

## Таксономия
Первоначально вид был описан С. Г. Гмелиным в 1774 году под названием Testudo caspica по экземпляру из Закавказья (Пирсагат, ныне территория Азербайджана). В 1830 году И. Г. Ваглер отнёс его к роду Clemmys. В 1964 году С. Б. Макдауэлл разделил этот род и отнёс черепах из Старого света к восстановленному роду Mauremys Gray, 1869. Долгое время Mauremys leprosa и Mauremys rivulata считались подвидами каспийской черепахи, пока в У. Фритц и Т. Вишуф не признали за ними статус самостоятельных видов в связи с ограниченной гибридизацией в областях совместного обитания.